# Vera Brandes
Vera Brandes (* 22. Mai 1956 in Köln) ist eine deutsche Musikproduzentin und Musik- und Medienwirkungsforscherin.

## Leben und Wirkung
Brandes begann bereits als fünfzehnjährige Schülerin, Jazzkonzerte und Tourneen zu veranstalten, zuerst eine Tournee mit dem Trio von Ronnie Scott. 1974 organisierte sie in Köln die Konzertreihe New Jazz in Cologne, in der die Gruppe Oregon ebenso auftrat wie Dave Liebmans Lookout Farm, die Gruppe Pork Pie um Charlie Mariano und Jasper van’t Hof und das Quartett von Gary Burton.
Das legendäre Köln Concert von Keith Jarrett folgte am 24. Januar 1975 als fünftes Konzert der Reihe New Jazz in Cologne. Der Pianist wollte wegen eines ungenügenden Flügels absagen; nur auf inständiges Bitten von Brandes fand das Konzert doch noch statt.
Im Jahr 1976 absolvierte sie ihr Abitur am Gymnasium Köln-Chorweiler. 
Ihr erstes Schallplattenlabel CMP – 1977 mit dem Dürener Konzertveranstalter Kurt Renker gegründet – veröffentlichte Alben von Nucleus, Charlie Mariano, Jeremy Steig und Theo Jörgensmann. 1980 gründete sie das Label VeraBra, wo sie als alleinige Produzentin und Verlegerin wirkte; 1984 das Label Intuition. Insgesamt produzierte und veröffentlichte sie mehr als 350 Alben, unter anderem von Reinhard Flatischler, den Lounge Lizards, Mikis Theodorakis, Barbara Thompson, Hermeto Pascoal und Andreas Vollenweider.
Als Mitglied der Friedensbewegung initiierte sie das One World Music Festival, das erstmals 1990 am Kölner Tanzbrunnen stattfand und im Rockpalast übertragen wurde.
Nach einem Autounfall beschäftigte sie sich seit 1995 mit den medizinischen Wirkungen von Musik. Von 2004 bis 2017 leitete sie ein drittmittelfinanziertes Forschungsprogramm für Musikmedizin an der Paracelsus Medizinische Privatuniversität in Salzburg und führte u. a. eine Studie zum Effekt von Musik auf Depressionen durch. Die Entwicklung von Abspielgeräten für Audiokuren gegen Depressionen, Burnout-Syndrom und Schlafstörungen diente der Finanzierung weiterer Forschungsprojekte (im Jahr 2010: Demenz). Sie ist Gründungsmitglied der International Association for Music & Medicine (IAMM), deren Vizepräsidentin sie ab 2009 war.
Im Jahr 2023 wurde die Geschichte um Brandes’ Organisation des Köln Concert nach einem Drehbuch und unter Regie von Ido Fluk verfilmt. In den Hauptrollen spielen u. a. Mala Emde, John Magaro, Ulrich Tukur und Jördis Triebel. Der Film Köln 75 wurde für seine Weltpremiere in das Programm der Internationalen Filmfestspiele Berlin 2025 in der Reihe Berlinale Special Gala aufgenommen.

## Buchveröffentlichungen
- mit Christian Salvesen: Leben im Rhythmus – Die heilende Kraft der Klänge, Schwingungen und Gefühle. O.W. Barth Verlag, München 2006, ISBN 3-502-61152-1.
- als Hrsg. mit Roland Haas: Music That Works – Interdisciplinary Perspectives on the Potential of Music in Medicine and Therapy. Springer Verlag, Wien 2009, ISBN 978-3-211-75121-3.